# Phyllopetalia excrescens
Phyllopetalia excrescens là một loài chuồn chuồn ngô thuộc họ Austropetaliidae. Chúng là loài đặc hữu của Chile. Các môi trường sống tự nhiên của chúng là sông có nước theo mùa và suối nước ngọt. Loài này đang bị đe dọa do mất môi trường sống.